# The Ulkopolitist
The Ulkopolitist är en finländsk webbtidning med fokus på  utrikes- och säkerhetspolitik, samt konflikter.  Redaktionen består av åtta unga forskare och flera skribenter. Webbtidningen grundades år 2011 i Helsingfors och publicerar mellan två och fyra artiklar per vecka.
Tidningens syfte är att uppleva den offentliga debatten i Finland om utrikespolitik. Linjedragningen betonades av redaktionen i en insändare som publicerades i Suomen Kuvalehti.  I insändaren ansåg skribenterna att den allmänna debatten om utrikespolitik i Finland är konsensusdriven och inåtvänd.

## Redaktion och skribenter
Till tidningens redaktion hör bland annat: 
- Jussi Heinonkoski
- Timo R. Stewart
- Matti Pesu
- Mikko Patokallio
- Christopher Rowley
- Juha Saarinen
- Tomas Walennius
- Elina Ylä-Mononen

Till övriga  skribenter har hört bland annat Vänsterungas tidigare ordförande Li Andersson, före detta riksdagsledamot Lasse Männistö (saml), professor Hiski Haukkala och Lauri Kangasniemi, Eero Wahlstedt, Niklas Saxén, Otto Stenus, Ilmari Kähkö, Antti Paronen, Lauri Tainio, Alexandra Soininen samt pseudonyymen “'Kalashnikov ja kukkamekko”'

## Intervjuer
Som ett tillägg till traditionella artiklar, kolumner och expert-analyser har the Ulkopolitist även publcerat intervjuer med bland annat Carl Haglund (Sfp), president Martti Ahtisaari, Ville Niinistö (De gröna) och Mikael Junger (Sdp).

## Riksdagsvalen 2015
På hösten år 2015 intervjuade The Ulkopolitist de åtta största partierna I riksdagen gällande utrikes- och säkerhetspolitik. I intervjuerna deltog, Päivi Räsänen (Kd), Carl Haglund (Sfp), Paavo Arhinmäki (Vf), Ville Niinistö (De gröna), Olli Rehn (Centern), Timo Soini (Sannf) och Erkki Tuomioja (Sdp).

## I andra medier och sammanhang
År 2012 publicerade Aamulehti ett insändare av the Ulkpolitist redaktion till president Sauli Niinistö med en lista av aktuella utrikespolitiska teman och frågor.
År 2016 grundades den danska webbtidningen En Udenrigsanalyse som enligt pressmeddelandet var inspirerad av The Ulkopolitist.
I februari år 2017 noterade MTV The Ulkopolitist artikel, i vilken forskarna Juha Saarinen och Otso Iho redogjorde för hur jihadist propaganda sprids i Finland.